# Guerra de Black Hawk
La Guerra de Black Hawk fou un conflicte armat que va enfrontar l'exèrcit dels Estats Units i les milícies d'Illinois i del Territori de Michigan (actualment Wisconsin) amb una banda d'indis sauk, fox i kickapoo liderada pel cap Black Hawk i coneguda pel nom de British Band, l'any 1832, per la possessió del territori. El 1804 s'havia signat un tractat de pau pel qual els indis cedien les seves terres a perpetuïtat, però els caps no ho havien consultat amb els consells tribals respectius, i alguns guerrers no ho van acceptar. Quan la British Band va retornar a les terres cedides, entre 1830 i 1831, el governador d'Illinois ho va declarar una invasió. Al principi, les victòries inicials dels indis i una epidèmia de còlera van castigar la milícia, però després la sort es va capgirar. Molts indis es van quedar a la zona, i els seus caps foren empresonats. Entre els blancs americans que van fer carrera en aquesta guerra, hi ha, curiosament els futurs presidents dels Estats Units Abraham Lincoln i de la Confederació sudista Jefferson Davis.